# NGC 3047
NGC 3047 est une galaxie lenticulaire située dans la constellation du Sextant. NGC 3047 a été découverte par les astronomes américains Sherburne Wesley Burnham et George Washington Hough (en) en 1883.

## Caractéristiques
Sa vitesse par rapport au fond diffus cosmologique est de 6 503 ± 38 km/s, ce qui correspond à une distance de Hubble de 95,9 ± 6,7 Mpc (∼313 millions d'al). 

## Paire de galaxies?
PGC 28577 est désigné comme étant NGC 3047 NED02 sur le site NASA/IPAC. Wolfgang Steinicke et le site NASA/IPAC indiquent que NGC 3047 est une paire de galaxies. La plus petite galaxie située au nord-est est PGC 28572 (NGC 3047 NED01). Sa distance de Hubble est égale à 92,2 ± 6,7 Mpc (∼301 millions d'al). Ces deux galaxies pourraient donc former une paire physique de galaxies, mais étant donné les incertitudes sur ces valeurs c'est incertain, surtout que l'on ne voit aucune déformation sur l'image du relevé SDSS.